# Arnolds Cove
Arnolds Cove är en stad på Avalonhalvön i provinsen Newfoundland och Labrador i Kanada. Det fanns 990 invånare vid folkräkningen 2011.

## Etymologi
Orten har fått namn efter en tidig bosättare. Dr. E. R. Seary (1908-1984) har påpekat att Arnold är ett engelskt efternamn, men att ortsnamnet också kan anspela på det manliga förnamnet.

## Demografi
Den kanadensiska folkräkningen 2011 innehåller följande uppgifter om Arnolds Cove:
- Befolkning 2011 – 990
- Befolkning 2006 – 1003
- Befolkning 2001 – 1024[3]
- Förändring 2006 – 2011 -1,3 procent
- Förändring 2001 – 2006 -2,1 procent
- Befolkningstäthet: 201,0
- Yta 4,93 km2